# Rebbelberga socken
Rebbelberga socken i Skåne ingick i Bjäre härad, uppgick 1952 i Ängelholms stad och området ingår sedan 1971 i Ängelholms kommun och motsvarar från 2016 Rebbelberga distrikt.
Socknens areal var 12,06 kvadratkilometer varav 11,87 land. År 2000 fanns här 4 496 invånare. En del av tätorten Ängelholm med sockenkyrkan Rebbelberga kyrka ligger i socknen.

## Administrativ historik
Socknen har medeltida ursprung. 16 oktober 1516 utbröts Ängelholms stad och Ängelholms församling.
Den 1 januari 1946 (enligt beslut den 9 mars 1945) överfördes till Ängelholms stad och församling fastigheterna Rebbelberga 10:16, 10:73, 10:74, 10:88, 10:89 och 10:175, omfattande en areal av 0,07 kvadratkilometer, varav allt land, och 16 invånare.
Vid kommunreformen 1862 övergick socknens ansvar för de kyrkliga frågorna till Rebbelberga församling och för de borgerliga frågorna bildades Rebbelberga landskommun. Landskommunen uppgick 1952 i Ängelholms stad medan för jordebokssocknen bara en del överfördes och resten blev ett område av Ängelholms stad för vilket jordregister fördes. Ängelholms stad uppgick sedan 1971 i Ängelholms kommun. Församlingen uppgick 2010 i Ängelholms församling.
1 januari 2016 inrättades distriktet Rebbelberga, med samma omfattning som församlingen hade 1999/2000.  
Socknen har tillhört län, fögderier, tingslag och domsagor enligt vad som beskrivs i artikeln Bjäre härad. De indelta soldaterna tillhörde Norra skånska infanteriregementet, Norra Åsbo kompani och Skånska husarregementet, Silvåkra skvadron, Bjäre kompani.

## Geografi
Rebbelberga socken ligger nordost om Ängelholm med Rönne å i väster. Socknen är en odlad slättbygd.
En sätesgård var Rebbelberga kungsgård.

## Fornlämningar
Lösfynd från stenåldern har påträffats och en fyrsidig stensättning med oklar datering.

## Befolkningsutveckling
Befolkningen ökade med någon variation från 377 1810 till 1 021 år 1900 varefter den minskade till 848 tio år senare. Därefter har folkmängden ökat stadigt till 4 215 invånare 1990.

## Namnet
Namnet skrevs 1430 Reblebybärghä och kommer från kyrkbyn. Namnet innehåller troligen ripel, 'strimma' syftande på den långsträckta höjd som kyrkan ligger på.